# United Technologies Corporation

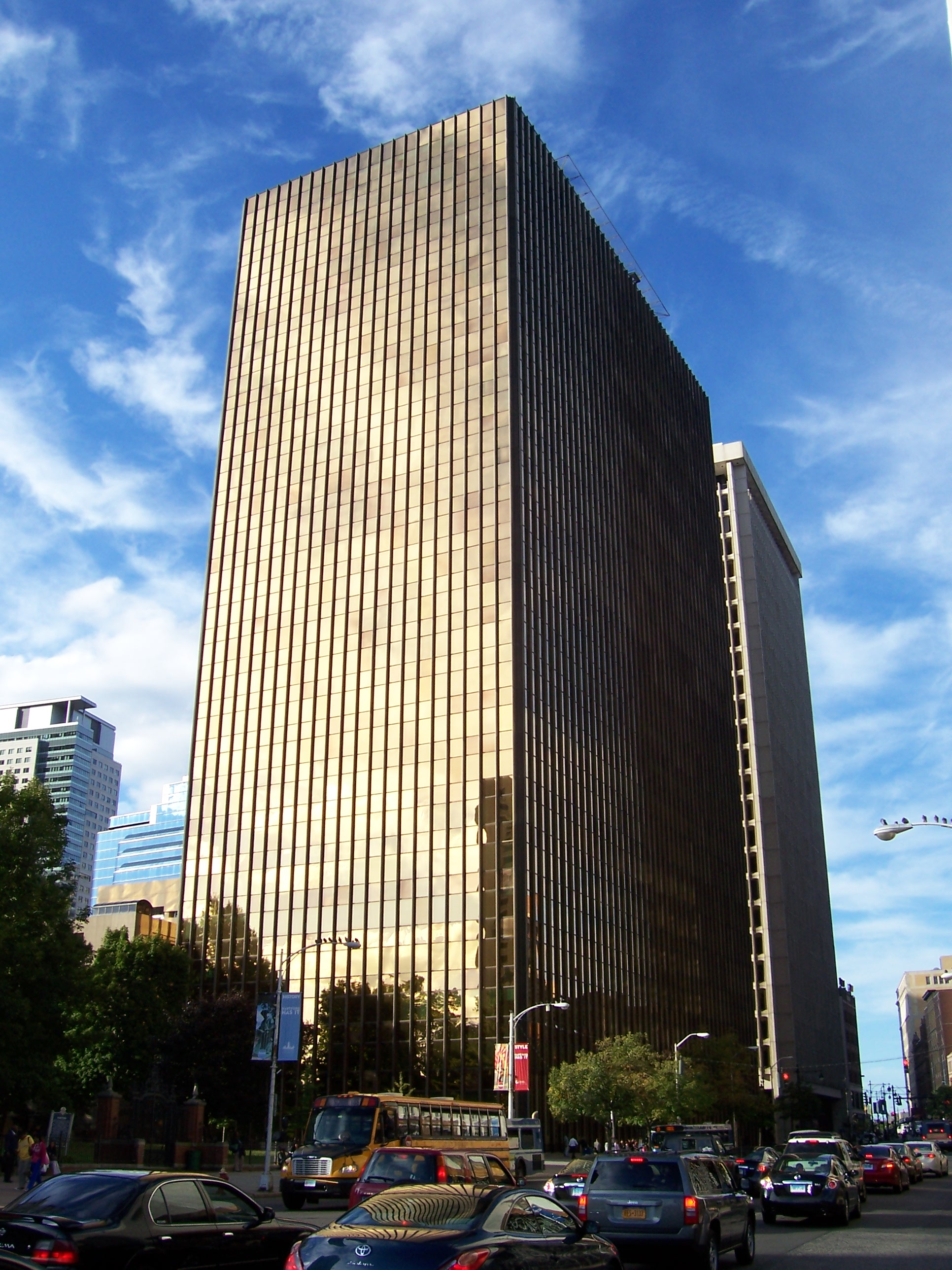
Siedziba firmy

United Technologies Corporation (UTC) – amerykański holding produkujący szeroką gamę wyrobów i usług dla przemysłu lotniczego, energetycznego oraz budowlanego.
Spółka ma swoją siedzibę w Hartford w stanie Connecticut.

## Historia
Początki korporacji UTC wywodzą się z końca lat 20. XX wieku, kiedy William Boeing – właściciel zakładów lotniczych Boeing, i Frederick Rentschler – prezes wytwórni silników Pratt & Whitney, zdecydowali stworzyć wielkie przedsiębiorstwo produkujące samoloty i podzespoły do nich oraz jednocześnie świadczące usługi lotnicze. Powołano następnie holding United Aircraft and Transport Corporation (UATC). W jego skład weszły zakłady Boeing w Seattle i Pratt & Whitney w East Hartford, a także zakłady lotnicze Chance Vought z East Hartford, Sikorsky ze Stratford, Stearman z Wichita i producent śmigieł Hamilton Standard (powstały z połączenia firm Hamilton i Standard). Jednocześnie z połączenia linii lotniczych Boeing Air Transport i Varney Air Lines powstały linie lotnicze United Air Lines, wchodzące również w skład holdingu. Siedzibą UATC był Hartford w Connecticut. W 1934 roku jednak na skutek nowych przepisów antymonopolowych, zakazujących łączenia produkcji samolotów i prowadzenia linii lotniczych, korporacja musiała zostać podzielona. Wydzielono z niej linie lotnicze United, oraz wytwórnie lotnicze znajdujące się na zachód od Missisipi – Boeing i Stearman. Pozostałe wytwórnie lotnicze na wschód od Missisipi – Pratt & Whitney, Chance Vought, Sikorsky, Hamilton Standard, przekształciły się w United Aircraft Corporation (UAC). 
Po II wojnie światowej, w 1949 roku z United Aircraft Corporation odłączyły się zakłady Chance Vought. Dominującym podmiotem w grupie były zakłady Pratt & Whitney, które posiadały także zakłady w Kanadzie (Pratt & Whitney Canada). Sikorsky natomiast stał się jednym z głównych światowych producentów śmigłowców. W 1956 roku główne zakłady Hamilton Standard przeniesiono do Windsor Locks w Connecticut.
Nowy prezes Harry Gray zdecydował o poszerzeniu działalności UAC o inne obszary produkcji związane z zaawansowanymi technologiami, co przypieczętowano zmianą nazwy 1 maja 1975 na obecną United Technologies Corporation (UTC). W dalszych latach UTC przejmowało lub wykupywało różne firmy. W 1976 roku UTC wykupiło dużego producenta podnośników i wind Otis Elevator z Farmington w Connecticut, a następnie dużego producenta sprzętu chłodzącego Carrier Corporation. W 1999 wykupiono producenta osprzętu lotniczego Sundstrand Corporation (połączony następnie z Hamilton Standard). 
W 2003 przejęto brytyjskiego producenta sprzętu pożarniczego i z zakresu ochrony Chubb Fire & Security, tworząc w 2005 po kolejnych przejęciach przedsiębiorstwo UTC Fire & Security. W 2012 roku przejęto kolejnego dużego producenta podwozi lotniczych i osprzętu Goodrich Corporation z Charlotte. Po połączeniu z Hamilton Sundstrand utworzono UTC Aerospace Systems.
Od lat 90. XX wieku grupa UTC prowadziła inwestycje również w Polsce, które osiągnęły poziom największych inwestycji poza USA. W 1992 roku firma Pratt & Whitney Canada założyła spółkę zależną Pratt & Whitney Kalisz w oparciu o część majątku WSK "PZL-Kalisz", a w 2002 roku zakupiła większość akcji zakładów WSK "PZL-Rzeszów", tworząc zakład Pratt & Whitney Rzeszów. Następnie zakupiono jeszcze producenta rur Pratt & Whitney Tubes Niepołomice w Niepołomicach. W 2007 roku firma Sikorsky zakupiła zakłady lotnicze PZL-Mielec. W 2010 roku powstał zakład Hamilton Sundstrand Poland w Rzeszowie, a następnie w skład grupy UTC włączono kilka dalszych zakładów na terenie Polski.

## Spółki zależne
- Carrier Corporation(inne języki)
- Clipper Windpower(inne języki)
- UTC Aerospace Systems(inne języki)
  - HS Wrocław
  - HS Kalisz
  - Goodrich Aerospace Poland
- Otis Elevator Company
- Pratt & Whitney
- Pratt & Whitney Canada
  - Pratt & Whitney Kalisz
  - Pratt & Whitney Tubes Niepołomice
  - Pratt & Whitney Rzeszów (dawniej: WSK "PZL-Rzeszów")
- UTC Fire & Security(inne języki)
  - Kidde
- UTC Power(inne języki)
- United Technologies Research Center (UTRC)

### Dawniej
- Sikorsky Aircraft Corporation - w latach 1943-2015
  - PZL-Mielec
  - Schweizer Aircraft(inne języki)